# Distaplia garstangi
Distaplia garstangi är en sjöpungsart som beskrevs av author unknown. Distaplia garstangi ingår i släktet Distaplia och familjen Holozoidae. Inga underarter finns listade i Catalogue of Life.